# Râul Besokatra
Râul Besokatra este situat în nordul Madagascarului. Izvoarele sale sunt situate în apropiere de Joffreville în Parcul Național Amber Mountain, în Masivul Ambohitra, traversează Route nationale 6 în apropiere de Mahavanona și se varsă în Oceanul Indian.